# 野津亜珠佳
野津 亜珠佳（のづ あすか、2000年5月11日 - ）は、日本の元女子バレーボール選手である。

## 来歴
兵庫県たつの市出身。
2016年、兵庫県立龍野高等学校に進学。全国高校大会の出場経験はなく、2019年、一般入試で筑波大学に進学した。4年になった2022年、第70回黒鷲旗全日本選抜大会で活躍し、V.LEAGUE DIVISION1 WOMEN（V1女子）に所属する日立Astemoリヴァーレとヴィクトリーナ姫路から勝利を挙げてのベスト8進出に貢献した。2022/23シーズン、ヴィクトリーナ姫路の内定選手となった。内定選手としてV1女子の試合に出場し、Vリーグデビューを果たした。
2023年、大学卒業後に、ヴィクトリーナ姫路に入団した。2023-24シーズンより、姫路での背番号が28から16に変更となった。
2025年3月、2024-25シーズン限りでの現役引退が発表された。6月からはチームのマネージャーを務める。

## 所属チーム
- 兵庫県立龍野高等学校（2016-2019年）
- 筑波大学（2019-2023年）
- ヴィクトリーナ姫路（2023-2025年）